# Akifumi Yamazaki
Akifumi Yamazaki (山崎昭史?, Yamazaki Akifumi; Matsuyama, 5 giugno 1968) è un ex cestista giapponese.

## Carriera
Con il Giappone ha disputato il Campionato del mondo del 1998, segnando 40 punti in 5 partite.